# Benjamin Ipavec
Benjamin Ipavec (24. prosince 1829 Šentjur – 20. prosince 1908 Štýrský Hradec) byl slovinský hudební skladatel. 
Byl synem lékaře France Ipavce a hudebnice Katariny rozené Schweighoferové. Hudebními skladateli byli také jeho bratři Alojz Ipavec a Gustav Ipavec. Jejich rodný dům byl adaptován na muzeum.
Střední školu absolvoval v Celji, pak studoval medicínu ve Vídni a hudbu ve Štýrském Hradci. V roce 1871 se stal primářem dětské nemocnice ve Štýrském Hradci, byl také předsedou Sdružení štýrských zdravotníků. Roku 1898 odešel do penze.
Inspiroval se lidovou hudbou a vydal zpěvník Slovenske pesmi. Byl představitelem romantismu a pro svoji písňovou tvorbu je srovnáván s Franzem Schubertem. Zhudebňoval vlasteneckou poezii Franceho Prešerena, Josipa Murna a Otona Župančiče. Od roku 1850 vedl ve Štýrském Hradci pěvecký sbor Slovenija. Stal se průkopníkem slovinské operety, když v roce 1866 vytvořil Ptačí klec (Tičnik) podle předlohy Augusta von Kotzebue. Složil Serenádu pro smyčcový orchestr, kterou používá Radiotelevizija Slovenija jako znělku pro pořady vážné hudby. Je také autorem první slovinské lyrické opery Teharští šlechtici (Teharski plemiči), jejíž libreto napsal Anton Funtek podle předlohy Ferda Kočevara. Teharští šlechtici měli premiéru 10. prosince 1892 v nové budově Lublaňské opery. 